# МЕСФЕТ
Име МЕСФЕТ долази од енглеске скраћенице (metal–semiconductor field-effect transistor). У суштини је ово подврста спојних ЈФЕТ транзистора где се уместо обичног PN споја на  месту гејта (G)  налази Шотки диода.

## Конструкција
МЕСФЕТ транзистори се израђују комплексним полупроводничким технологијама. Материјали од којих могу да се израђују су GaAs, InP, SiC с тим да је најчешће коришћен материјал GaAs. Ови транзистори су много бржи  али и много скупљи од силицијумских ЈФЕТ или МОСФЕТ транзистора а повећана цена долази услед технологије неопходности елиминисања нечистоћа. МЕСФЕТ транзистори се користе за фреквенције до 45MHz  и обично су у употреби у микроталасима за потребе комуникационих уређаја и радара. Први МЕСФЕТ је направљен 1966 године и након годину дана су представљене његове карактеристике на врло виским фреквенцијама

## Функционалност
МЕСФЕТ је у суштини спојни JFET транзистор. Разлика између МОСФЕТ и МЕСФЕТ транзистора је у томе што МЕСФЕТ транзистор нема додат изолатор испод гејта него метал са полупроводником генерише Шотки диоду. У транзисторском моду рада ова диода је инверзно поларисана за разлику од позитивно поларисаног Гејта код МОСФЕТ транзистора.
При дизајну уређаја са МЕСФЕТ-овима треба строго водити рачуна о ограничењима која настају услед негативне поларизације гејта (G) и никад се не сме дозволити да напони поларизације изађу из одређених граница. Уколико су сви ови услови испоштовани уређаји са овим типом транзистора врло лепо раде.  Најкритичнији део дизајна је избор димензија гејта који ће омогућити рад у жељеном фреквентном опсегу. Генерално, ужи гејт даје боље могућности управљања каналом на изабраној фреквенцији. Размак између сорса (S) и дрејна (D) као у бочне димензије Гејта су такође битни за неке мање критичне параметре транзистора.
Струјни капацитет МЕСФЕТ транзистора је побољшан јер је гејт бочно продужен  али је и ограничен због померања фазе дуж гејта због ефекта пропагације. Као последица овог ефекта добија се да код већине произведених МЕСФЕТ-ова гејт има облик печурке у попречном пресеку.

## Коришћење
Бројне могућности производње МЕСФЕТ транзистора дале су могућност израде трантистора за различите системе. Неке од главних области коришћења МЕСФЕТ транзистора су војне комуникације као нискошумни претпојачавачи микроталасних пријемника, војни и цивилни радарски системи, комерцијална оптоелектроника, сателитске комуникације у делу излазних појачавача у микроталасним линковима  као и у осцилаторима.
- Поларизација МЕСФЕТ транзистора
- Опис физичке структуре МЕСФЕТ транзистора
- Физичка структура са поларизацијом